# Taypaliito
Taypaliito is een monotypisch geslacht van spinnen uit de  familie van de Thomisidae (krabspinnen).

## Soort
- Taypaliito iorebotco Barrion & Litsinger, 1995